# Långbergstjärnen, Härjedalen
Långbergstjärnen är en sjö i Härjedalens kommun i Härjedalen och ingår i Ljusnans huvudavrinningsområde. Sjön har en area på 0,0679 kvadratkilometer och ligger 749,6 meter över havet.

## Delavrinningsområde
Långbergstjärnen ingår i det delavrinningsområde (691001-136662) som SMHI kallar för Utloppet av Långsjön. Medelhöjden är 756 meter över havet och ytan är 4,7 kvadratkilometer. Räknas de 9 avrinningsområdena uppströms in blir den ackumulerade arean 20,29 kvadratkilometer. Vattendraget som avvattnar avrinningsområdet har biflödesordning 4, vilket innebär att vattnet flödar genom totalt 4 vattendrag innan det når havet efter 322 kilometer. Avrinningsområdet består mestadels av skog (73 procent) och sankmarker (14 procent). Avrinningsområdet har 0,56 kvadratkilometer vattenytor vilket ger det en sjöprocent på 11,8 procent.